# Heinrich Haan
Heinrich Haan (* 10. Mai 1844 in Köln; † 2. April 1909 in Luxemburg) war ein deutscher Theologe, Philosoph und Leiter der deutschen Ordensprovinz der Jesuiten.
Haan besuchte von 1856 bis 62 das Gymnasium Stella Matutina in Feldkirch. Anschließend durchlief er das Noviziat bei den Jesuiten. Nach Studium der Philosophie in Maria Laach unterrichtete er in Feldkirch Humaniora und dozierte nach  theologischen Studium Naturphilosophie in Schloss Bleijenbeek, wohin das Studienhaus der Provinz nach dem Jesuitengesetz von 1872 verlegt war. 1894 veröffentlichte er  das zuvor als Manuskript vervielfältigte Textbuch „Philosophia naturalis“.
In der Zeit von 1894 bis 1900 leitete Haan als Provinzial die damals aus in Österreich (Vorarlberg), Schweiz, den Niederlanden, Luxemburg gelegenen Niederlassungen bestehende Deutsche Ordensprovinz.  Anschließend wurde er  Rektor des Gymnasiums und Kollegs Stella Matutina in Feldkirch. Dieses Amt nahm er bis 1904 wahr. Die letzten Lebensjahre verbrachte Haan in der Luxemburger Niederlassung, von wo er für die Zeitschrift  „Stimmen aus Maria Laach“  Rezensionen und Beiträge verfasste.